# Congregation
"Congregation" es el segundo sencillo del octavo álbum de estudio de la banda estadounidense de rock Foo Fighters, Sonic Highways. Fue lanzado al mercado el 31 de octubre de 2014.